# Wilhelm Baehrens
Wilhelm Adolf Baehrens, född den 3 september 1885 i Groningen, död den 23 januari 1929 i Göttingen, var en tysk klassisk filolog. Han var son till Emil Baehrens. 
Baehrens följde i sin tidigt bortgångne fars fotspår och studerade filologi och papyrologi vid universitetet i Groningen. Han tillbragte också några terminer i Halle, Göttingen och Berlin. År 1910 promoverades Baehrens i Groningen med dissertationen Panegyricorum latinorum editionis novae praefatio maior accedit Plinii panegyricus. Under två år undervisade han därefter vid Groningens gymnasium, tills han publicerade sina Beiträge zur lateinischen Syntax 1912. År 1913 fick han av Bayerska vetenskapsakademien i uppdrag att ge ut de latinska homilierna av Origenes. De följande tre åren reste Baehrens omkring i Italien, Frankrike och Tyskland och jämförde handskrifter. Universitetet i Groningen tilldelade honom venia legendi 1915 och 1916 utnämndes Baehrens till ordinarie professor vid universitetet i Gent av den tyska ockupationsmakten i Belgien. Efter att Tyskland förlorat första världskriget utvisades Baehrens från Gent som kollaboratör 1919. Han inbjöds då till Halle av Georg Wissowa och habiliterade sig där i maj samma år. Han utnämndes till extra ordinarie professor där 1920. År 1922 utnämndes Baehrens till ordinarie professor vid universitetet i Göttingen, där han var verksam till sin död. Hans Origenesutgåva utkom 1920–1925, medan en utgåva av Fulgentius aldrig fullbordades.